# Franciszek Bronikowski

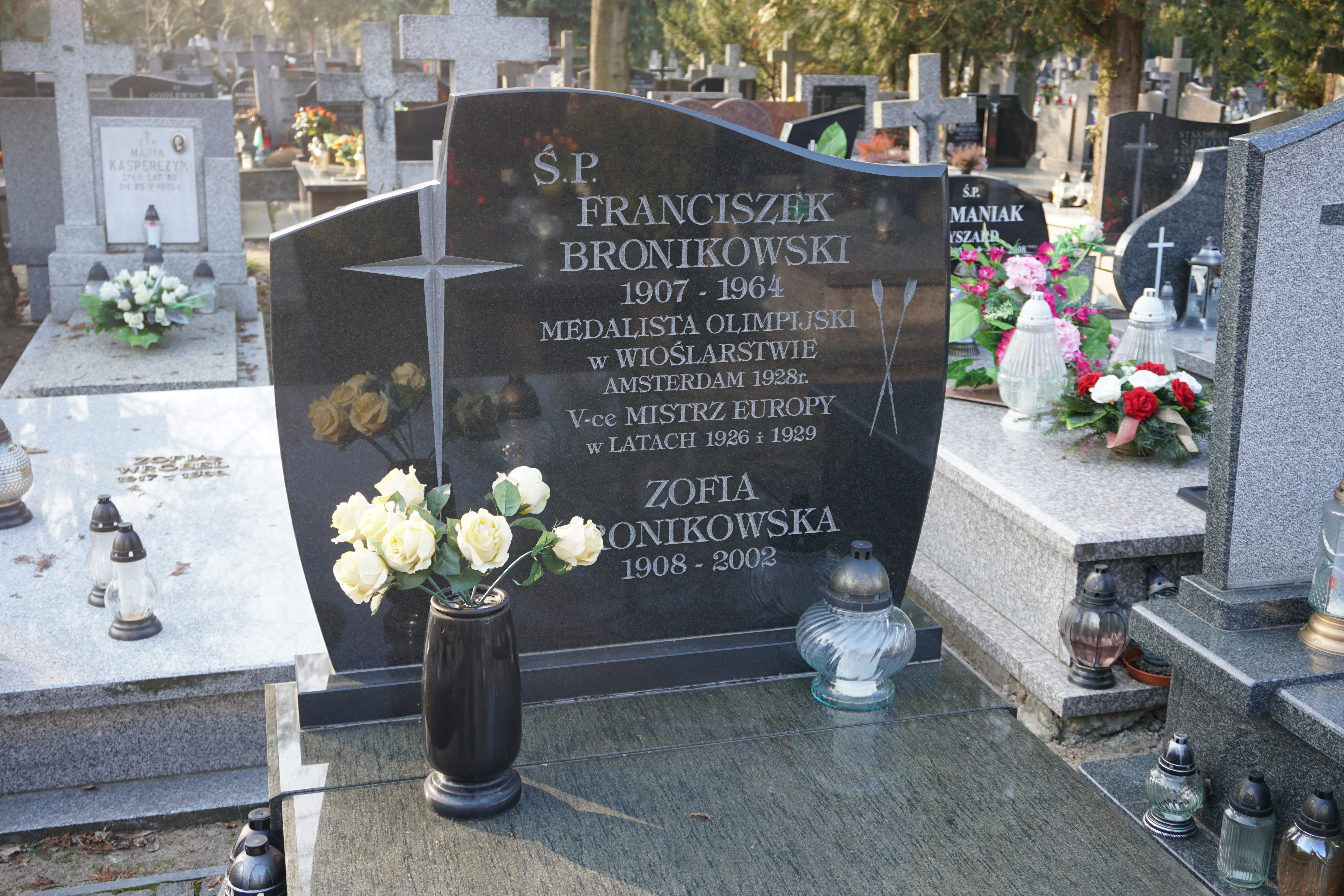
Grób Franciszka Bronikowskiego na cmentarzu w Milanówku

Franciszek Jan Bronikowski (ur. 25 lutego 1907 w Bydgoszczy, zm. 1 grudnia 1964 w Milanówku, gdzie został pochowany) – zdobywca pierwszego medalu (brąz) olimpijskiego w historii polskiego wioślarstwa czwórka ze sternikiem (Amsterdam 1928), działacz PZTW, sędzia międzynarodowy.

## Życie prywatne
Syn Emila Bronikowskiego i Zofii Mróz, ukończył Szkołę Rzemiosł Artystycznych specjalizując się w stylowych meblach. Przez całą karierę sportową był wierny Bydgoskim Towarzystwie Wioślarskim, gdzie po raz pierwszy zapoznał się z wioślarstwem (1925). Po ukończeniu służby wojskowej – w czerwcu 1930 (Pułk Lotnictwa Morskiego w Pucku), poświęca się głównie pracy w Fabryce Mebli Emil Bronikowski i Syn (Bydgoszcz, Miedzyń, ul. Nakielska 135). W 1932 wstępuje w związek małżeński z Zofią Bukowską. We wrześniu 1939 zmobilizowany na lotnisko w Podlaskiej Fabryce Samolotów, a po jej zbombardowaniu bierze udział w obronie Warszawy. Wysiedlony z własnego domu (1940) pracuje przymusowo w Zakładach Amunicji w Łęgnowie). Brał czynny udział w ruchu oporu. Po wojnie, znów na krótko wrócił do swojej fabryki, która została przejęta przez zarząd państwowy (1950), wreszcie upaństwowiona (1953) i nazwana Bydgoską Fabryką Mebli. W 1956 przeniósł się z rodziną (żoną Zofią i dziećmi: Janem, Danutą i Stanisławem) do Milanówka, gdzie prowadził własny zakład meblarski.

## Sukcesy
- Olimpiada w Amsterdamie 1928, czwórka ze sternikiem – w elim. Polacy wygrali kolejno z Japonią, Francją i Belgią, w półfinale najpierw płynąc sami uzyskali czas 7.20,4, a następnie przegrali ze Szwajcarią w czasie 7.12,8 (Szwajcaria 7.01,4), zajmując 3 m. i zdobywając brązowy medal (zw. Włochy – 6.43,4). Partnerami w osadzie byli: Leon Birkholz, Edmund Jankowski, Bernard Ormanowski i st. Bolesław Drewek.
- Mistrz Polski w czwórce ze sternikiem (1926)
- Mistrz Polski w czwórce bez sternika (1929)
- wicemistrz w ósemce (1926, 1928, 1930) i czwórce ze sternikiem (1928)
- brązowy medal na Mistrzostwach Europy w Lucernie (1926) w czwórce ze sternikiem
- brązowy medal na Mistrzostwach Europy w Bydgoszczy (1929) w czwórce bez sternika
- Mistrz Polski w dwójce ze sternikiem (1946)
- W plebiscycie na najlepszego wioślarza w 80-leciu PZTW (1999) zajął 27. miejsce.